# Danny Chavez
Danny Chavez (Queens, Nueva York: 14 de marzo de 1987) es un artista marcial mixto estadounidense que compite en la división de peso pluma de Ultimate Fighting Championship (UFC).

## Primeros años
Nacido en Queens, Nueva York, a los cinco años se fue a vivir a Miami. Dos años después se fue a Bogotá a vivir con su padre. Allí vivió hasta los 14 años en el barrio de Kennedy. Se inició en las artes marciales mixtas a los 19 años, cuando su amigo Alex Bermúdez le enseñó The Ultimate Fighter 3. Después de disfrutar del programa, buscó en las Páginas Amarillas una escuela y encontré una que anunciaba Muay Thai, Jiu-Jitsu y lucha. Después de dos años, un amigo le habló de una escuela y fue entonces cuando se unió a MMA Masters.

## Carrera en artes marciales mixtas

### Carrera temprana
Comenzando su carrera en 2010, Chavez comenzó su carrera profesional luchando en la escena regional de Florida, siendo seleccionado para competir en el Torneo de Peso Pluma Invicto de la Championship Fighting Alliance después de tres victorias consecutivas para comenzar su carrera, incluyendo una victoria por decisión unánime en su debut en la CFA contra Justin Steave en CFA 3: Howard vs. Olson el 9 de octubre de 2011.
Chávez se enfrentó a Humberto Rodriguez en CFA 4: Izquierdo vs. Cenoble el 17 de diciembre de 2011, en la ronda semifinal del torneo de peso pluma de la promoción. Ganó la pelea por decisión unánime para asegurar su lugar en la final.
Chavez se enfrentó a Jordan Parsons en la final, que tuvo lugar en CFA 5: Chavez vs. Parsons el 24 de febrero de 2012 por el título de peso pluma. Perdió el combate por decisión unánime tras cinco asaltos.
Continuaría luchando en la escena de Florida, recogiendo tres victorias consecutivas por decisión, antes de abandonar dos peleas consecutivas en 2016. Chavez no vio ninguna acción en 2017, pero más tarde regresó en 2018 para iniciar su racha de tres peleas ganadas por nocaut dentro de la primera ronda, culminando con Chavez luchando bajo la promoción Global Legion Fighting Championship, en la que noqueó a Dylan Cala para convertirse en el nuevo campeón de peso pluma de GLFC.

### Ultimate Fighting Championship
En su debut en la UFC, Chavez se enfrentó a T.J. Brown en UFC 252 el 15 de agosto de 2020. Ganó el combate por decisión unánime.
En su segunda aparición en la organización, Chávez se enfrentó a Jared Gordon el 20 de febrero de 2021 en UFC Fight Night: Blaydes vs. Lewis. En el pesaje, Gordon pesó 150 libras, cuatro libras por encima del límite de la pelea de peso pluma sin título. Gordon fue multado con el 30% de su bolsa, que fue a parar a manos de Chávez, y el combate continuó con el peso acordado. Chavez perdió el combate por decisión unánime.
Chavez estaba programado para enfrentarse a Choi Doo-ho el 31 de julio de 2021 en UFC on ESPN: Hall vs. Strickland. Sin embargo, Choi tuvo que abandonar el combate por lesión y fue sustituido por Kai Kamaka III. El combate terminó con el resultado de empate mayoritario.

## Campeonatos y logros
- Global Legion FC
  - Campeonato de Peso Pluma de la GLFC (una vez)[8]

## Récord en artes marciales mixtas
| Récord profesional | Récord profesional | Récord profesional |
| 17 peleas          | 11 victorias       | 5 derrotas         |
| ------------------ | ------------------ | ------------------ |
| Nocaut             | 3                  | 1                  |
| Sumisión           | 0                  | 1                  |
| Decisión           | 8                  | 3                  |
| Sin resultado      | 1                  | 1                  |

| Resultado | Récord | Oponente            | Método                                     | Evento                             | Fecha                    | Ronda | Tiempo | Localización             | Notas                                                                                        |
| --------- | ------ | ------------------- | ------------------------------------------ | ---------------------------------- | ------------------------ | ----- | ------ | ------------------------ | -------------------------------------------------------------------------------------------- |
| Empate    | 11-4-1 | Kai Kamaka III      | Empate (mayoritario)                       | UFC on ESPN: Hall vs. Strickland   | 31 de julio de 2021      | 3     | 5:00   | Las Vegas, Nevada        | A Kamaka se le descontó un punto en el segundo asalto por un golpe en el ojo y en la ingle.  |
| Derrota   | 11-4   | Jared Gordon        | Decisión (unánime)                         | UFC Fight Night: Blaydes vs. Lewis | 20 de febrero de 2021    | 3     | 5:00   | Las Vegas, Nevada        | Combate de peso acordado (150 libras); Gordon no alcanzó el peso.                            |
| Victoria  | 11-3   | T.J. Brown          | Decisión (unánime)                         | UFC 252                            | 15 de agosto de 2020     | 3     | 5:00   | Las Vegas, Nevada        | Combate de peso acordado (146.5 libras); Brown no cumplió con el peso.                       |
| Victoria  | 10-3   | Dylan Cala          | KO                                         | Global Legion FC 14                | 18 de julio de 2020      | 1     | 2:24   | Clearwater, Florida      | Ganó el Campeonato de Peso Pluma de la GLFC.                                                 |
| Victoria  | 9-3    | Felipe Vargas       | TKO (patada en la cabeza)                  | XFN 22                             | 15 de diciembre de 2018  | 1     | 2:50   | Fort Lauderdale, Florida |                                                                                              |
| Victoria  | 8-3    | Leandro Magalhães   | KO (puñetazos)                             | Shogun Fights                      | 17 de marzo de 2018      | 1     | 4:08   | Hollywood, Florida       |                                                                                              |
| Derrota   | 7-3    | Adi Alić            | Decisión (unánime)                         | Fight Time 31                      | 24 de junio de 2016      | 3     | 5:00   | Miami, Florida           |                                                                                              |
| Derrota   | 7-2    | Jason Soares        | Sumisión (estrangulamiento por guillotina) | Fight Time 29                      | 12 de febrero de 2016    | 5     | 2:32   | Miami, Florida           | Por el Campeonato de Peso Pluma de Fight Time.                                               |
| Victoria  | 7-1    | John De Jesus       | Decisión (unánime)                         | Fight Time 27                      | 18 de septiembre de 2015 | 3     | 5:00   | Miami, Florida           |                                                                                              |
| Victoria  | 6-1    | Anderson Hutchinson | Decisión (dividida)                        | HOF: Nations Collide               | 13 de marzo de 2015      | 3     | 5:00   | Coral Gables, Florida    |                                                                                              |
| Victoria  | 5-1    | Chino Duran         | Decisión (unánime)                         | CFA 8: Araujo vs. Bradley          | 6 de octubre de 2012     | 3     | 5:00   | Miami, Florida           |                                                                                              |
| Derrota   | 4-1    | Jordan Parsons      | Decisión (unánime)                         | CFA 5: Chavez vs. Parsons          | 24 de febrero de 2012    | 5     | 5:00   | Miami, Florida           | Final del torneo de peso pluma invicto de la CFA; por el Campeonato de Peso Pluma de la CFA. |
| Victoria  | 4-0    | Humberto Rodriguez  | Decisión (unánime)                         | CFA 4: Izquierdo vs. Cenoble       | 17 de diciembre de 2011  | 3     | 5:00   | Miami, Florida           | Semifinal del torneo de peso pluma invicto de la CFA.                                        |
| Victoria  | 3-0    | Justin Steave       | Decisión (unánime)                         | CFA 3: Howard vs Olson             | 9 de octubre de 2011     | 3     | 5:00   | Miami, Florida           |                                                                                              |
| Victoria  | 2-0    | Casey Phelps        | Decisión (unánime)                         | Mixed Fighting Alliance 5          | 6 de mayo de 2011        | 3     | 5:00   | Miami, Florida           |                                                                                              |
| Victoria  | 1-0    | Nelson Lopez        | Decisión (unánime)                         | G-Force Fights 3                   | 4 de febrero de 2010     | 3     | 5:00   | Miami, Florida           |                                                                                              |